# Югославсько-чехословацькі відносини
Югославсько-чехословацькі відносини — історичні двосторонні відносини між колишніми Чехословаччиною та Югославією. Країни були населені переважно слов'янами.

## Історія
Обидві держави були створені після розпаду Австро-Угорщини, яка була багатонаціональною країною. 1 червня 1919 року в Белграді створено чехословацьке посольство. Трохи пізніше балканська країна відкрила посольство у Празі.

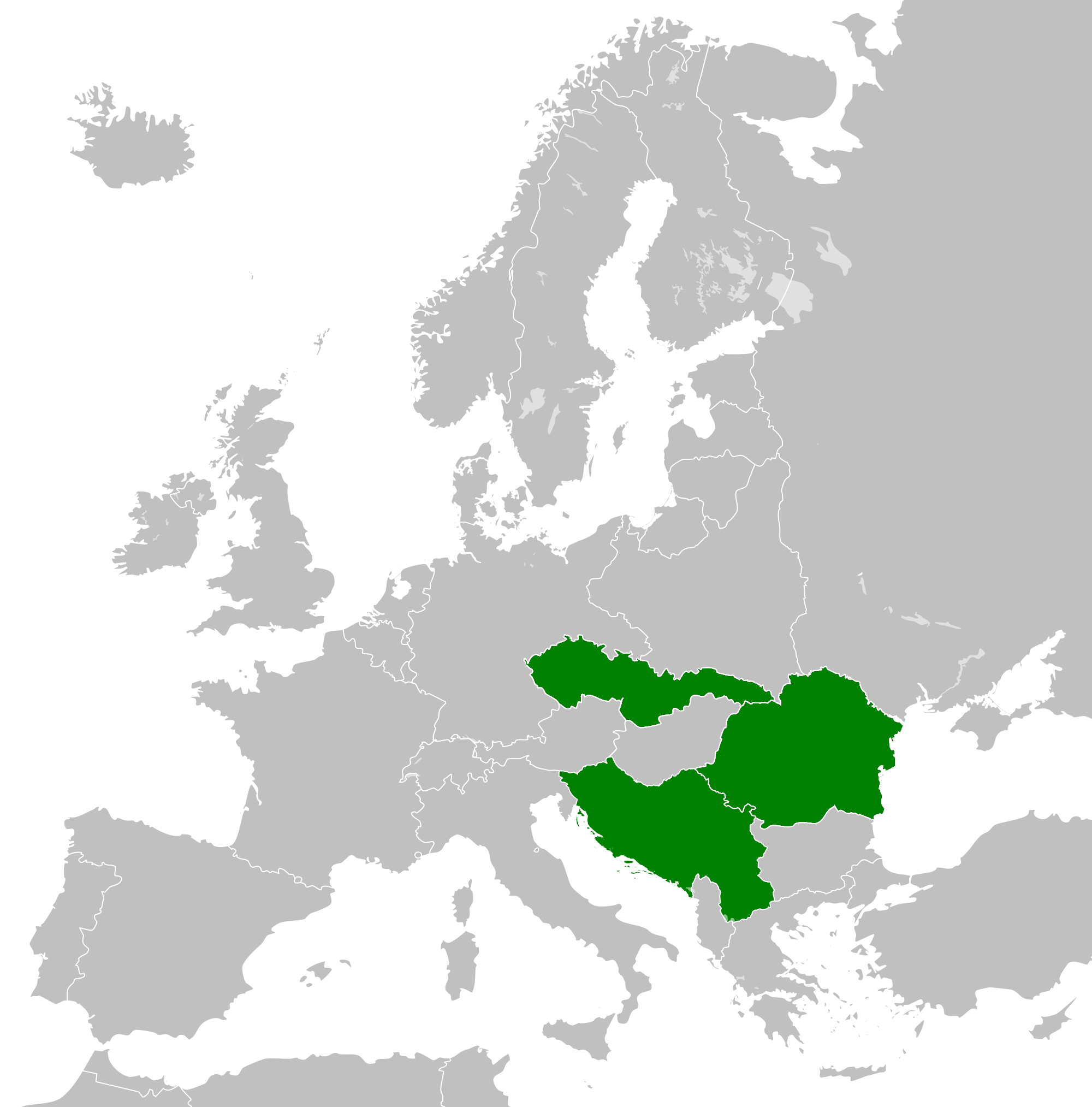
Мала Антанта на карті міжвоєнної Європи

#### Мала Антанта
Чехословаччина і Югославія, разом з Румунією в 1920—21 роках утворили Малу Антанту — альянс, що мав запобігти угорському реваншизму і реставрації Габсбургів.